# Lumen fidei
Lumen fidei (укр. Світло віри) — перша енцикліка папи Франциска, що видана 29 червня 2013 року, у день вшанування апостолів Петра і Павла, і була опублікована 5 липня 2013 року.
Енцикліка була розпочата і майже завершена попереднім папою Бенедиктом XVI з нагоди проголошення Року віри у 2012—2013 рр. Бенедикт XVI в основному акцентував на любові та надії. Франциск, доповнюючи, робить наголос саме на вірі:
Ці роздуми про віру — у відповідності з тим, що у Вченні Церкви вже було попередньо сказано про цю богословську чесноту — прагну долучити до того, що Бенедикт XVI написав в енцикліках про любов і надію. Він вже майже був закінчив працю над початковим варіантом енцикліки про віру. За це я йому глибоко вдячний і в дусі Христового братерства переймаю цю його цінну працю, додаючи до тексту кілька пізніших думок. [Lumen fidei, 7]

## Зміст

### Вступ (1-7)
Про справжнє світло християнської віри. Віра — як істинне світло, як Божий дар, що допомагає розрізняти добро і зло, яке освітлює темряву, однак яке треба розвивати та відкривати для себе заново.

### Перша частина (8-22)
«Ми увірували в любов» (1 Йо. 4:16)
Відсилання до Авраама, та крізь призму його історії пояснення віри як «слухання слова Божого», надія на Божу «обіцянку», яку ми маємо щодо нашого майбуття. Відсилання до історії Ізраїля та погляд на віру як на довіру до Божої милосердної любові, що прощає і випрямлює наші стежки. Ісус як прояв Божої Любові, яка є основою віри. Віра в Христа нас спасає, нас перемінює, діє у нас і діє з нами. Про еклезіальний вимір віри: життя у вірі — життя у Церкві.

### Друга частина (23-36)
«Якщо не повірите, то й не зрозумієте» (Іс. 7:9)
Про зв'язок віри та істини; проблема правди у сучасному світі. Пояснення істинної любові, яка не у швидкоплинних емоціях, але у зв'язку із розумом та правдою. Божу правду пізнаємо через слухання і бачення, через віру. Діалог між вірою та розумом на прикладі життя святого Августина. Про світло віри в Ісуса, що освітлює шлях тих, хто шукає Бога. Саме віра спонукає нас до глибшого пізнання того, кого любимо — пізнання Бога та його правди.

### Третя частина (37-49)
«Я передав вам те, що прийняв» (1 Кор. 15:3)
Світло віри у Христа сяє, відбиваючись мов у дзеркалі в обличчях християн: воно помножується у взаємодії один з одним, тому не можливо вірити самостійно. Важливість церковного «ми». Церква, як родинна структура, що зберігає та передає своїм нащадкам віру через Святі Таїнства, насамперед через хрещення та Євхаристію. Два інші елементи передання віри: молитва та Десять заповідей. Єдність церковної родини існує у її спадкоємстві віри.

### Четверта частина (50-60)
«Бог готує для них місто» (Євр. 11:16)
Віра не тільки як шлях, що потрібно пройти, але будування місця любові, де фундаментом є Любові Божа і де людина могла б жити разом з іншими. Про будування сім'ї на правдивих засадах і про її важливість у формуванні людини. Світло, яке народжується у сім'ї завдяки вірі, людина несе у суспільство. Про віру як силу, що потішає у часі випробувань. Єдність віри, любові та надії, яка спрямовує людину до майбутнього з Богом.

### Висновок (58-60)
«Благословенна та, що повірила» (Лк. 1:45)
Образ Діви Марії як досконалий зразок віри. Завершується молитвою до Богородиці із проханням про допомогу нашій вірі.
Українською мовою неофіційний переклад енцикліки «Lumen fidei» доступний за посиланням [Архівовано 25 травня 2021 у Wayback Machine.]